# أندريس روميرو (لاعب غولف)
أندريس روميرو (بالإسبانية: Andrés Romero)‏ هو لاعب غولف أرجنتيني، ولد في 8 مايو 1981 في توكومان في الأرجنتين.

## وصلات خارجية
- الموقع الرسمي
- أندريس روميرو على موقع رابطة لاعبي الغولف المحترفين (الإنجليزية)
- أندريس روميرو على موقع رابطة أوروبا للاعبي الغولف المحترفين (الإنجليزية)
- أندريس روميرو على موقع التصنيف العالمي الرسمي للغولف (الإنجليزية)